# GENESIS (software)
GENESIS (GEneral NEural SImulation System) é um ambiente de simulação para a criação de modelos realistas de sistemas neurobiológicos em diferentes níveis, desde processos subcelulares, neurônios individuais e redes de neurônios até sistemas neurais.